# موريتز هارتمان
موريتز هارتمان (بالألمانية: Moritz Hartmann)‏ (20 يونيو 1986 في ألمانيا - ) هو لاعب كرة قدم ألماني في مركز الهجوم. لعب مع إنغولشتات 04 ونادي كولن 2 ‏ وFC Ingolstadt 04 II ‏.

## وصلات خارجية
- موريتز هارتمان على موقع قاعدة بيانات كرة القدم.إي يو (الإنجليزية)
- موريتز هارتمان على موقع بيانات كرة القدم. دي إي (الألمانية)
- موريتز هارتمان على موقع Soccerway.com (الإنجليزية)
- موريتز هارتمان على موقع عالم كرة القدم.نت (الإنجليزية)
- موريتز هارتمان على موقع AS.com (الإسبانية)